# Cis coriarius
Cis coriarius là một loài bọ cánh cứng trong họ Ciidae. Loài này được Motschulsky miêu tả khoa học năm 1863.